# Piotr Skrobowski
Piotr Skrobowski (Cracovia, 16 ottobre 1961) è un ex calciatore polacco, di ruolo difensore.

## Palmarès

### Club

#### Competizioni nazionali
- Campionato polacco: 1

Wisla Cracovia: 1977-1978
- Coppa di Polonia: 1

Lech Poznan: 1987-1988

#### Competizioni internazionali
- Coppa Piano Karl Rappan: 1

Lech Poznan: 1986